# حسینیه علیا
حسینیه علیا مربوط به دوره پهلوی است و در شهرستان اردکان، بخش عقدا، دهستان هفتادر، روستای هفتادر، محله علیا واقع شده و این اثر در تاریخ ۱۸ شهریور ۱۳۸۷ با شمارهٔ ثبت ۲۳۱۶۳ به‌عنوان یکی از آثار ملی ایران به ثبت رسیده است.